# Phyllophaga nunezi
Phyllophaga nunezi är en skalbaggsart som beskrevs av Robert E. Woodruff 2005. Phyllophaga nunezi ingår i släktet Phyllophaga och familjen Melolonthidae. Inga underarter finns listade i Catalogue of Life.